# Centrophorus tessellatus
Centrophorus tessellatus  (лат.) — вид хрящевых рыб рода короткошипых акул одноимённого семейства отряда катранообразных. Эти редкие глубоководные акулы обитают у берегов Японии в Тихом океане на глубине до 728 м. Размножаются яйцеживорождением. Максимальная зарегистрированная длина — 89 см.

## Таксономия
Впервые вид научно описан в 1906 году американским зоологом Самуэлем Гарманом. Голотип представляет собой самца длиной 88,7 см, пойманного на юго-востоке Хонсю, Япония, на глубине 728 м. Родовое название происходит от слов греч. κεντρωτός — «утыканный шипами» и греч. φορούν — «носить», а видовое от слова лат. tessera — «квадратная мозаика». Обоснованность вида сомнительна, необходимы дальнейшие сопоставления, особенно с бурой короткошипой акулой.

## Ареал
Centrophorus tessellatus встречаются в северо-западной части Тихого океана у берегов Японии и в центральной части Тихого океана у Гавайских островов. Эти акулы держатся на материковом склоне на глубине от 260 до 728 м.

## Описание
У Centrophorus tessellatus удлинённое тело и рыло. Расстояние от кончика рыла до рта чуть больше ширины рта, но короче расстояния от рта до основания грудных плавников. Анальный плавник отсутствует. Глаза крупные, овальные, вытянуты по горизонтали. Позади глаз имеются дыхальца. У основания спинных плавников выступают вертикальные шипы. Тело покрывают плакоидные чешуи в виде ромбов без каудального острия, по бокам чешуи не перекрывают друг друга. Каудальный свободный конец грудных плавников образует длинную и узкую лопасть, которая доходит до воображаемой линии, проведённой через начало шипа у основания первого спинного плавника.
Первый спинной плавник довольно высокий и короткий. Второй спинной примерно равен с ним по размеру. Длина его основания составляет от 3/4 от длины основания первого спинного плавника. У взрослых акул расстояние между началами оснований спинных плавников меньше дистанции между кончиком рыла и серединой основания грудных плавников. Длина внутреннего края грудных плавников короче расстояния между вторым спинным и хвостовым плавниками. Хвостовой плавник асимметричный и короткий, нижняя короче верхней. Латеральные кили и прекаудальная выемка на хвостовом стебле отсутствуют. У края верхней лопасти хвостового плавника имеется маленькая вентральная выемка.
Максимальная зарегистрированная длина составляет 89 см (голотип).

## Биология
Centrophorus tessellatus размножаются яйцеживорождением.

## Взаимодействие с человеком
Centrophorus tessellatus не представляют опасности для человека. Возможно в качестве прилова они попадают в коммерческие донные ярусы, тралы и жаберные сети, ориентированные на глубоководных акул. Данных для оценки статуса сохранности вида недостаточно.